# Apomys iridensis
Apomys iridensis (Heaney, Balete, Veluz, Steppan, Esslstyn, Pfeiffer & Rickart, 2014) è un roditore della famiglia dei Muridi endemico dell'isola di Luzon, nelle Filippine.

## Descrizione

### Dimensioni
Roditore di piccole dimensioni, con la lunghezza totale tra 274 e 310 mm, la lunghezza della coda tra 132 e 157 mm, la lunghezza del piede tra 35 e 40 mm, la lunghezza delle orecchie tra 19 e 21 mm e un peso fino a 104 g.

### Aspetto
Le parti dorsali sono marroni scure con dei riflessi rossastri brillanti, mentre le parti ventrali sono grigie con la punta dei peli bianca. La coda è più corta della testa e del corpo ed è marrone scura dorsalmente. Il dorso delle zampe è bianco.

## Biologia

### Comportamento
È una specie terricola.

## Distribuzione e habitat
Questa specie è conosciuta soltanto sul monte Irid, nella parte centro-orientale dell'isola di Luzon, nelle Filippine.
Vive nelle foreste montane tra 500 e 900 metri di altitudine.

## Conservazione
Questa specie, essendo stata scoperta solo recentemente, non è stata sottoposta ancora a nessun criterio di conservazione.